# Episodi di Strepitose Parkers (prima stagione)
In America la prima stagione di Strepitose Parkers, composta da 22 episodi, è stata mandata in onda dal network UPN dal 30 agosto 1999 al 22 maggio 2000.
In Italia la stagione è stata trasmessa su Rai 2 nel 2004.
| nº | Titolo originale             | Titolo italiano | Prima TV USA      | Prima TV Italia |
| -- | ---------------------------- | --------------- | ----------------- | --------------- |
| 1  | Grape Nuts                   |                 | 30 agosto 1999    | 2004            |
| 2  | Scammed Straight             |                 | 6 settembre 1999  |                 |
| 3  | Daddy's Girl                 |                 | 13 settembre 1999 |                 |
| 4  | Taking Tae-Bo with My Beau   |                 | 20 settembre 1999 |                 |
| 5  | The Boomerang Effect         |                 | 27 settembre 1999 |                 |
| 6  | Three's a Shag               |                 | 4 ottobre 1999    |                 |
| 7  | Kimberlale                   |                 | 18 ottobre 1999   |                 |
| 8  | Quarantine                   |                 | 1º novembre 1999  |                 |
| 9  | And the Band Plays On        |                 | 8 novembre 1999   |                 |
| 10 | Betting on Love              |                 | 15 novembre 1999  |                 |
| 11 | It's a Family Affair         |                 | 22 novembre 1999  |                 |
| 12 | Bad to the Bone              |                 | 3 gennaio 2000    |                 |
| 13 | Big Is Beautiful             |                 | 24 gennaio 2000   |                 |
| 14 | Love is a Royal Pain         |                 | 7 febbraio 2000   |                 |
| 15 | Funny, Funny Valentine       |                 | 14 febbraio 2000  |                 |
| 16 | Trading Places               |                 | 21 febbraio 2000  |                 |
| 17 | A Simple Plan                |                 | 20 marzo 2000     |                 |
| 18 | It's a Spring Bling Thing    |                 | 10 aprile 2000    |                 |
| 19 | Moving on Out                |                 | 1º maggio 2000    |                 |
| 20 | Unforgiven                   |                 | 8 maggio 2000     |                 |
| 21 | Since I Lost My Baby         |                 | 15 maggio 2000    |                 |
| 22 | Get Me to the Church on Time |                 | 22 maggio 2000    |                 |